# Oranienbaum II
Oranienbaum II (ros. Ораниенбаум II) – stacja kolejowa w miejscowości Łomonosow, w Petersburgu, w Rosji. Położona jest na linii z Dworca Bałtyckiego do Wiejmarna.
Stacja obsługuje port morski Łomonosow.